# Bioplast

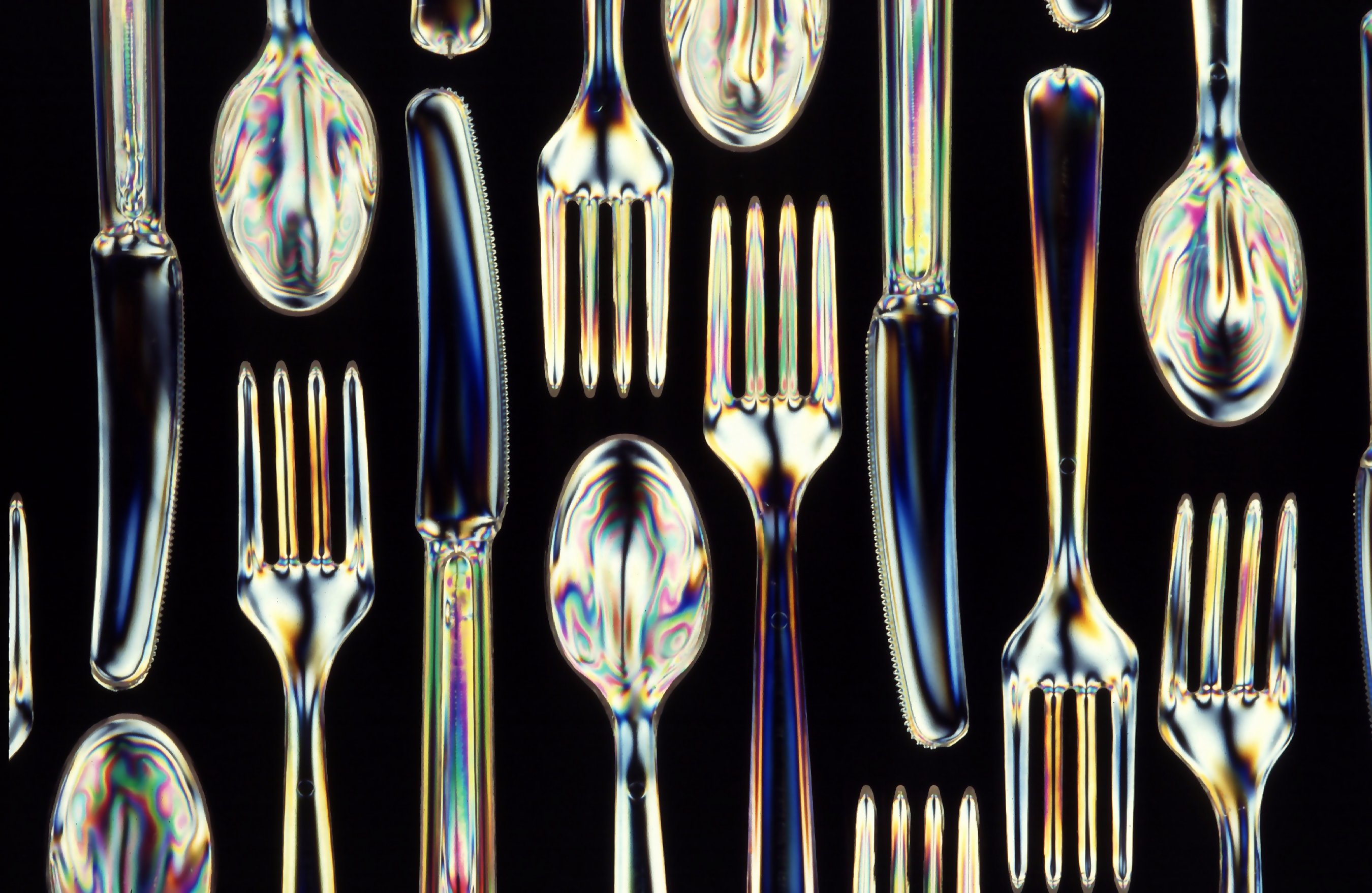
Příbor z bioplastů

Bioplasty jsou polymerní materiály, mezi bioplasty řadíme polymery vyrobené z přírodních zdrojů nebo polymery fosilního původu, které jsou v přírodě biologicky rozložitelné. Některé bioplasty splňují obě podmínky současně. Bioplast není pouze jeden jediný materiál, pod pojem "bioplasty" spadají různé materiály s rozličnými vlastnostmi a užitím.  První typ bioplastů je vyroben z biomasy (např. z kukuřice, celulózy, cukrové třtiny), přesto může být v přírodě nerozložitelný. Druhý typ bioplastů tvoří ty, které jsou ve vhodném prostředí biologicky rozložitelné, i když mohou být vyrobeny z fosilních paliv. Bioplasty vypadají na první pohled (a dotek) stejně jako běžné plastické materiály, mají stejné vlastností (např. tvrdost, pružnost, ohebnost, odolnost). Některé ale mohou být málo odolné vodě nebo dlouhodobým vlivům běžných podmínek. Od klasických plastů se ale liší tím, že jsou buď biologicky degradovatelné působením mikroorganismů, nebo jsou vyráběny z přírodních materiálů nebo obojí. Bioplasty z přírodních materiálů snižují závislost na fosilních zdrojích, strategie jejich výroby přispívá k udržitelnému rozvoji.  Biodegradabilní plasty se v přírodě pomocí mikroorganismů rozkládají přes řadu meziproduktů až na oxid uhličitý a vodu, rychlost rozkladu je však závislá na vlastnostech okolního prostředí. V nevhodných podmínkách může být rozklad velmi zdlouhavý, nebo může docházet k rychlé fragmentaci na mikrobioplasty, které se mohou v životním prostředí kumulovat a přetrvávat v něm řadu let. Mikrobioplasty v životním prostředí jsou stejně problematické jako klasické mikroplasty. Tyto částice se kumulují ve všech složkách životního prostředí a mohou mít negativní vliv na živé organismy i člověka. 

## Výroba
Vstupními surovinami u polymerů založených na neropné bázi může být široká škála rostlinných ale i živočišných produktů. Příprava bioplastů přímo z biomasy, škrobů či tuků zpravidla nevede k plnohodnotným polymerům, popřípadě jejich výrobní a zpracovatelské technologie neumožňuje využití současných postupů při zpracování a tváření plastů. Vstupní surovina jako například kukuřičný škrob, řepný cukr či jiný zdroj sacharidů je biochemickými postupy – fermentací přeměněna na využitelnou vstupní surovinu, jako je například kyselina mléčná, glykolová, glykoly, ethylen aj. Takto získané suroviny se poté zpracovávají běžnou polymerní technologií na polymery požadovaných vlastností zpravidla jako termoplastické hmoty vhodné pro strojní zpracování na konkrétní výrobky. Příkladem těchto polymerů může být dnes průmyslově produkovaná kyselina polymléčná či polylaktid označovaný zkratkou PLA. Silné postavení na trhu má tzv. bio-PET. Ten může obsahovat cca 30 % ethylen glykolu získaného kvasnou cestou. Samotný bio-PET je však zcela identický klasickému PETu tj., je biologicky nedegradovatelný.
Existují i bioplasty produkované mikroorganismy, nejvíce prostudované jsou tzv. polyhydroxyalkanoáty (PHA). Jde o skupinu polymerů, jež vznikají přímo v buňkách mikroorganismů jako zásobní látka. Tyto polymery (lineární polyestery podobné PLA) lze chemicky izolovat a dále zpracovávat. Izolace je většinou prováděna extrakcí chloroformem a následným srážením polymeru. Izolace a čištění PHA představuje problematický a nákladný výrobní krok, který se promítá výrazně do ceny a tedy i využití těchto polymerů.

## Druhy

### Bioplasty založené na sacharidech

#### Plasty na bázi škrobu
Termoplastický škrob představuje nejpoužívanější bioplast, který tvoří přibližně 50 % trhu s bioplasty. Jednoduchou škrobovou bioplastovou fólii lze vyrobit v domácích podmínkách želatinací škrobu a odléváním roztoku. Čistý škrob je schopen absorbovat vlhkost, a je tak vhodným materiálem pro výrobu tobolek na léky ve farmaceutickém odvětví. Bioplast na bázi čistého škrobu je však křehký. Aby bylo možné škrob zpracovávat i termoplasticky, lze do něj přidávat plastifikátory, jako je glycerol, glykol a sorbitol, přičemž vlastnosti výsledného bioplastu (nazývaného také "termoplastický škrob") lze přizpůsobit konkrétním potřebám úpravou množství těchto přísad. Ke zpracování škrobu na bioplast lze použít běžné techniky zpracování polymerů, jako je vytlačování, vstřikování, lisování a roztokové lití. Vlastnosti škrobového bioplastu do značné míry ovlivňuje poměr amylosy a amylopektinu. Obecně platí, že škrob s vysokým obsahem amylosy má lepší mechanické vlastnosti,  avšak škrob s vysokým obsahem amylosy je hůře zpracovatelný, protože má vyšší teplotu želatinizace  a vyšší viskozitu taveniny. 
Bioplasty na bázi škrobu se často míchají s biologicky odbouratelnými polyestery a vyrábějí se z nich směsi škrob/kyselina polymléčná .Tyto směsi se používají pro průmyslové aplikace a jsou rovněž kompostovatelné. Jiní výrobci, například společnost Roquette, vyvinuli další směsi škrobu a polyolefinů. Škrob je levný, hojný a obnovitelný.
Fólie na bázi škrobu (většinou používané pro obalové účely) se vyrábějí převážně ze škrobu smíchaného s termoplastickými polyestery a tvoří biologicky rozložitelné a kompostovatelné výrobky. Tyto fólie se vyskytují zejména v obalech spotřebního zboží, jako jsou obaly na časopisy a bublinkové fólie. V potravinářských obalech se s těmito fóliemi setkáváme jako sáčky na pečivo nebo ovoce a zeleninu. Kompostovací sáčky s těmito fóliemi se používají při tříděném sběru organického odpadu. 

#### Plasty na bázi celulózy
Celulózové bioplasty jsou především estery celulózy (včetně acetátu celulózy a nitrocelulózy) a jejich deriváty, včetně celuloidu.
Celulóza se může při rozsáhlé modifikaci stát termoplastickou. Příkladem je acetát celulózy, který je drahý, a proto se pro obaly používá jen zřídka. Celulózová vlákna přidaná ke škrobům však mohou zlepšit mechanické vlastnosti, propustnost pro plyny a odolnost vůči vodě, protože jsou méně hydrofilní než škrob.

### Bioplasty založené na proteinech
Bioplasty lze vyrábět z proteinů z různých zdrojů. Například pšeničný lepek a kasein vykazují slibné vlastnosti jako suroviny pro různé biologicky rozložitelné polymery.
Kromě toho se jako o dalším zdroji bioplastů uvažuje o sójovém proteinu. Sójové bílkoviny se při výrobě plastů používají již více než sto let. Například panely karoserie původního automobilu Ford byly vyrobeny z plastu na bázi sóji.
S používáním plastů na bázi sójových bílkovin jsou potíže kvůli jejich citlivosti na vodu a relativně vysoké ceně. Proto výroba směsí sójových bílkovin s některými již dostupnými biologicky odbouratelnými polyestery zlepšuje citlivost na vodu a náklady.

### Některé alifatické polyestery
Mezi alifatické biopolyestery patří polyhydroxyalkanoáty (PHA), jako je poly-3-hydroxybutyrát (PHB), polyhydroxyvalerát (PHV) a polyhydroxyhexanoát (PHH).

#### Kyselina polymléčná (PLA)
Kyselina polymléčná (PLA) je průhledný plast vyráběný z obnovitelných zdrojů jako je např. kukuřice nebo dextróza. Povrchově se podobá běžným plastům, jako je polystyren. Jeho výhodou je, že se získává z rostlin a snadno se biologicky rozkládá. Bohužel vykazuje horší rázovou pevnost, tepelnou odolnost a bariérové vlastnosti (blokuje přenos vzduchu přes membránu) ve srovnání s plasty, které nejsou biologicky rozložitelné. PLA se  používá k výrobě fólií, vláken, plastových nádob, kelímků a lahví. 

#### Polyhydroxyalkanoáty (PHA)
PHA je skupinou lineárních polyesterů složených z 3, 4, 5 a 6 hydroxykyselin produkovaných některými druhy bakterií fermentací sacharidů nebo lipidů. Těmito organismy jsou PHA syntetizovány jako zásobní látky, pokud se bakterie nachází ve stresových podmínkách; v prostředí s dostatkem uhlíku, ale nedostatkem dusíku, fosforu nebo kyslíku. PHA je tedy pro bakterie zásobním zdrojem uhlíku a energie. V bakteriální buňce jsou PHA přítomné ve formě cytoplazmatických inkluzí. V rámci této skupiny lze kombinovat více než 150 různých monomerů a získat tak materiály s velmi rozdílnými vlastnostmi. Jedná se o látky, které by v budoucnosti mohly nahradit konvenční plasty, proto jsou předmětem zkoumání mnoha vědců. PHA jsou to polymery přírodního původu, jsou biodegradabilní, biokompatibilní a jejich vlastnosti jsou velmi podobné klasickým plastům.

#### Poly-3-hydroxybutyrát (P3HB)
Poly-3-hydroxybutyrát (PH3B) je nejběžnějším zástupcem PHA s krátkým řetězcem a je také ze všech PHA nejlépe prostudovaný. PHB se vyznačuje vysokou krystalinitou, teplotu tání má kolem 180 °C, teplota skelného přechodu je 4 °C. Jedná se o slabě hydrofobní ve vodě nerozpustný materiál. Jedná se o polyester vyráběný některými bakteriemi při zpracování glukózy, kukuřičného škrobu nebo odpadní vody.Jeho vlastnosti jsou podobné vlastnostem klasického plastu polypropylenu (PP).

### Polyamid 11
Polyamid 11 (PA 11) je biopolymer získaný z přírodního oleje. Je také známý pod obchodním názvem Rilsan B, který prodává společnost Arkema. PA 11 patří do skupiny technických polymerů a není biodegradabilní. Jeho vlastnosti jsou podobné jako  Nylonu 12. Oproti Nylonu 12 při jeho výrobě dochází ke snížení emisí skleníkových plynů a spotřeby neobnovitelných zdrojů. Používá se ve vysoce výkonných aplikacích, jako jsou palivová potrubí v automobilech, pneumatické trubky vzduchových brzd, pláště elektrických kabelů proti roztočům, pružné trubky pro ropu a plyn, sportovní obuv, součástky elektronických zařízení.
Podobným plastem je Polyamid 410 (PA 410), získávaný ze 70 % z ricinového oleje, pod obchodním názvem EcoPaXX společností Envalior. PA 410 je vysoce výkonný polyamid, který kombinuje výhody vysokého bodu tání (přibližně 250 °C), nízké absorpce vlhkosti a vynikající odolnosti vůči různým chemickým látkám.

### Polyhydroxyuretany
Kondenzací polyaminů a cyklických uhličitanů vznikají polyhydroxyurethany.Na rozdíl od tradičních zesíťovaných polyuretanů jsou zesíťované polyhydroxyurethany v zásadě vhodné k recyklaci a přepracování prostřednictvím dynamických transkarbamoylačních reakcí.

### Polymery odvozené od lipidů
Z tuků a olejů rostlinného a živočišného původu byla syntetizována řada tříd bioplastů. Byly vyvinuty polyuretany, polyestery, epoxidové pryskyřice a řada dalších typů polymerů s vlastnostmi srovnatelnými s klasickými plasty. Nedávný vývoj olefinové metateze otevřel širokou škálu vstupních surovin pro ekonomickou konverzi na biomonomery a polymery, S rostoucí produkcí tradičních rostlinných olejů i levných olejů získaných z  mikrořas existujev této oblasti obrovský potenciál růstu. 

## Použití
Bioplasty jsou často používány tam, kde jsou zapotřebí plasty se zkrácenou životností. Často se z nich vyrábí věci na jedno použití (sáčky, tašky, bedny, ale třeba i plastové talíře a příbory nebo i květináče).
Likvidace běžných plastů začíná být čím dál větší problém (neexistují podmínky, ve kterých by se daly přirozeně rozložit, spalováním vznikají toxické látky, skládky jsou nákladné a představují další ekologické problémy, nezanedbatelné množství drobných i větších úlomků z plastických předmětů je splavováno do oceánů, kde jsou přijímány spolu s potravou a putují výše v potravním řetězci). Proto se předpokládá, že snaha nahradit stávající plasty biologicky degradovatelnými bioplasty (které řeší výše uvedené problémy), se bude zvyšovat. Přesto je likvidace bioplastů také problematická.

## Vliv na životní prostředí
Bioplasty jsou v současné době vyvíjeny jako ekologičtější náhrada za klasické plasty, která má najít uplatnění v zemědělství nebo v obalových materiálech. Se vzrůstající produkcí těchto výrobků poroste i pravděpodobnost jejich průniku do životního prostředí. Biodegradabilita je v současné době určována pomocí biodegradačních testů, jejichž parametry jsou definovány velmi obecně a často neodrážejí reálné podmínky, ve kterých se bude bioplast rozkládat v životním prostředí.
Přestože bioplasty šetří více neobnovitelné energie a vypouštějí méně skleníkových plynů ve srovnání s klasickými plasty, mají bioplasty také negativní dopady na životní prostředí, jako je eutrofizace a acidifikace. Bioplasty způsobují vyšší eutrofizační potenciál než klasické plasty. Produkce biomasy při průmyslovém zemědělství způsobuje, že se dusičnany a fosforečnany dostávají do vodních útvarů. To způsobuje eutrofizaci, proces, při kterém vodní útvar získává nadměrné množství živin. Eutrofizace je hrozbou pro vodní zdroje po celém světě, protože způsobuje škodlivý rozkvět řas, který vytváří mrtvé kyslíkové zóny a zabíjí vodní živočichy.  Bioplasty také zvyšují acidifikaci.   Vysoký nárůst eutrofizace a acidifikace způsobený bioplasty je způsoben také používáním chemických hnojiv při pěstování obnovitelných surovin na výrobu bioplastů. 
Mezi další dopady bioplastů na životní prostředí patří nižší ekotoxicita pro člověka a suchozemské prostředí a nižší karcinogení potenciál ve srovnání s klasickými plasty. Bioplasty však vykazují vyšší ekotoxicitu pro vodní prostředí než klasické materiály. Bioplasty a další materiály na bázi bioplastů zvyšují ve srovnání s konvenčními plasty úbytek stratosférického ozonu; je to důsledek emisí oxidu dusného při aplikaci hnojiv při průmyslovém zemědělství pro produkci biomasy. Umělá hnojiva zvyšují emise oxidu dusného, zejména pokud plodiny nepotřebují veškerý dusík.  K menším dopadům bioplastů na životní prostředí patří toxicita v důsledku používání pesticidů na plodiny používané k výrobě bioplastů.  Bioplasty také způsobují emise oxidu uhličitého při sklizni dopravními prostředky.  K dalším menším dopadům na životní prostředí patří vysoká spotřeba vody při pěstování biomasy, půdní eroze, ztráty uhlíku v půdě a ztráta biologické rozmanitosti, a jsou především důsledkem využívání půdy v souvislosti s bioplasty.  K dalším menším dopadům na životní prostředí patří vysoká spotřeba vody při pěstování biomasy. 
Bioplasty jsou sice výhodné, protože snižují spotřebu neobnovitelných zdrojů energie a emise skleníkových plynů, ale mají také negativní vliv na životní prostředí v důsledku spotřeby půdy a vody, používání pesticidů a hnojiv, eutrofizace a okyselování; preference bioplastů nebo konvenčních plastů tedy závisí na tom, co člověk považuje za nejdůležitější dopad na životní prostředí.

## Trh a průmysl
Zatímco plasty na bázi organických materiálů vyráběly chemické společnosti po celé 20. století, první společnost zaměřená výhradně na bioplasty - Marlborough Biopolymers - byla založena v roce 1983. Marlborough a další podniky, které následovaly, však nenašly komerční úspěch, přičemž první takovou společností, která si zajistila dlouhodobý finanční úspěch, byla italská společnost Novamont, založená v roce 1989. 
Bioplasty stále tvoří méně než jedno procento všech plastů vyráběných na celém světě. Většina bioplastů zatím neušetří více emisí uhlíku, než je potřeba k jejich výrobě. Odhaduje se, že k nahrazení 250 milionů tun každoročně vyráběných plastů plasty na bázi bioplastů by bylo zapotřebí 100 milionů hektarů půdy, což představuje 7 procent orné půdy na Zemi. A když bioplasty dosáhnou konce svého životního cyklu, ty, které jsou navrženy jako kompostovatelné a prodávány jako biologicky odbouratelné, jsou často kvůli nedostatku vhodných kompostovacích zařízení nebo třídění odpadu posílány na skládky, kde pak při anaerobním rozkladu uvolňují metan.